# Майоры (Одесская область)
Майоры (укр. Майори) — село, относится к Беляевскому району Одесской области Украины.
Население по переписи 2001 года составляло 1414 человека. Почтовый индекс — 67650. Телефонный код — 4852. Занимает площадь 1,17 км². Код КОАТУУ — 5121083701.

## Местный совет
67650, Одесская обл., Беляевский р-н, с. Майоры, ул. Ленина, 7-б